# Patrick Malahide
Patrick Malahide, pseudonimo di Patrick Gerald Duggan (Reading, 24 marzo 1945), è un attore britannico.

## Biografia
Patrick Duggan è nato a Reading, Berkshire da genitori irlandesi. Ha iniziato la sua carriera nel 1976 e da allora è apparso in numerose serie televisive, soprattutto britanniche, oltre che in vari film cinematografici. Tra i suoi ruoli più significativi si ricordano quello del detective Albert "Charlie" Chisholm in Minder (1979-1988), di Mark Binney in The Singing Detective (1986), del reverendo Casaubon in Middlemarch, adattamento dell'opera di George Eliot (1994) e dell'ispettore Roderick Alleyn in un adattamento dei romanzi di Ngaio Marsh tra il 1993 e il 1994. Dal 2012 al 2016 interpreta il ruolo di Balon Greyjoy nella serie televisiva Il Trono di Spade (Game of Thrones).
Tra i film nei quali ha recitato ruoli di rilievo si ricordano Comfort and Joy (1984), Un mese in campagna (1987), Corsari (1995), Spy (1996), Sahara (2005) e Ritorno a Brideshead (2008). Nel 1999 partecipa ad Il mondo non basta della serie di James Bond dove interpreta il banchiere svizzero Lachaise nel prologo del film.

## Filmografia

### Cinema
- Sbirri bastardi (Sweeney 2), regia di Tom Clegg (1978)
- Comfort and Joy, regia di Bill Forsyth (1984)
- Urla del silenzio (The Killing Fields), regia di Roland Joffé (1984)
- Un mese in campagna (A Month in the Country), regia di Pat O'Connor (1987)
- Un uomo senza importanza (A Man of No Importance), regia di Suri Krishnamma (1994)
- Morti oscure (Two Deaths), regia di Nicolas Roeg (1995)
- Corsari (Cutthroat Island), regia di Renny Harlin (1995)
- Spy (The Long Kiss Goodnight), regia di Renny Harlin (1996)
- L'amore è un trucco (The Beautician and the Beast), regia di Ken Kwapis (1997)
- Solo se il destino (Til There Was You), regia di Scott Winant (1997)
- U.S. Marshals - Caccia senza tregua (U.S. Marshals), regia di Stuart Baird (1998)
- Heaven - Il dono della premonizione (Heaven), regia di Scott Reynolds (1998)
- Captain Jack, regia di Robert Young (1999)
- Il mondo non basta (The World Is Not Enough), regia di Michael Apted (1999)
- Un perfetto criminale (Ordinary Decent Criminal), regia di Thaddeus O'Sullivan (2000)
- La fortezza: segregati nello spazio (Fortress 2), regia di Geoff Murphy (2000)
- Billy Elliot, regia di Stephen Daldry (2000)
- Quills - La penna dello scandalo (Quills), regia di Philip Kaufman (2000)
- Il mandolino del capitano Corelli (Captain Corelli's Mandolin), regia di John Madden (2001)
- The Abdution Club, regia di Stefan Schwartz (2002)
- The Final Curtain, regia di Patrick Harkins (2002)
- EuroTrip, regia di Jeff Schaffer (2004)
- The Rocket Post, regia di Stephen Whittaker (2004)
- Sahara, regia di Breck Eisner (2005)
- Symbiosis - Uniti per la morte (Like Minds), regia di Gregory Read (2006)
- Ritorno a Brideshead (Brideshead Revisited), regia di Julian Jarrold (2008)
- Macchine mortali (Mortal Engines), regia di Christian Rivers (2018)
- The Protégé, regia di Martin Campbell (2021)

### Televisione
- The Flight of the Heron – serie TV, 2 episodi (1976)
- John Macnab – serie TV, 2 episodi (1976)
- Gli infallibili tre (The New Avengers) – serie TV, 1 episodio (1976)
- The Standard – serie TV, 13 episodi (1978)
- L'ispettore Regan (The Sweeney) – serie TV, 1 episodio (1978)
- I Professionals (The Professionals) – serie TV, 1 episodio (1978)
- The Mourning Brooch – serie TV, 2 episodi (1979)
- Minder – serie TV, 24 episodi (1979-1988)
- Il giallo della poltrona (Armchair Thriller) – serie TV, 3 episodi (1980)
- Dear Enemy – serie TV, 7 episodi (1981)
- Un cinese a Scotland Yard (The Chinese Detective) – serie TV, 1 episodio (1982)
- The Black Adder – serie TV, 1 episodio (1983)
- Charlie – miniserie TV (1984)
- The Pickwick Papers – serie TV, 8 episodi (1985)
- The December Rose – miniserie TV (1986)
- The Singing Detective, regia di Jon Amiel – miniserie TV (1986)
- News at Twelve – serie TV, 6 episodi (1988)
- The One Game – serie TV, 4 episodi (1988)
- The Franchise Affair – serie TV, 6 episodi (1988)
- Ispettore Morse (Inspector Morse) – serie TV, 1 episodio (1990)
- Children of the North – serie TV, 4 episodi (1991)
- Ruth Rendell Mysteries – serie TV, 2 episodi (1991)
- Performance – serie TV, 1 episodio (1992)
- The Secret Agent – serie TV, 3 episodi (1992)
- The Blackheath Poisonings – miniserie TV (1992)
- Alleyn Mysteries – serie TV, 8 episodi (1993-1994)
- Middlemarch – miniserie TV (1994)
- Avventure nei mari del nord (Kidnapped) – film TV (1995)
- Poirot (Agatha Christie's Poirot) – serie TV, episodio 9x01 (2003)
- Elizabeth I – miniserie TV (2005)
- Five Days – serie TV, 4 episodi (2007)
- Sensitive Skin – serie TV, 1 episodio (2007)
- 10 Days to War – serie TV, 1 episodio (2008)
- Una breve vacanza in Svizzera (A Short Stay in Switzerland) – film TV (2009)
- Into the Storm - La guerra di Churchill (Into the Storm) – film TV (2009)
- Law & Order: UK – serie TV, 3 episodi (2009-2010)
- Survivors – serie TV, 3 episodi (2010)
- Il giovane ispettore Morse (Endeavour) – serie TV, episodio 1x00 (2012)
- The Paradise - Al paradiso delle signore (The Paradise) – serie TV, 8 episodi (2012)
- Hunted – serie TV, 8 episodi (2012)
- Il Trono di Spade (Game of Thrones) – serie TV, 4 episodi (2012-2013, 2016)
- New Worlds – miniserie TV (2014)
- Indian Summers – serie TV, 10 episodi (2015-2016)
- Luther – serie TV, 6 episodi (2015-2019)

## Doppiatori italiani
Nelle versioni in italiano dei suoi lavori, Patrick Malahide è stato doppiato da:
- Mino Caprio in Spy, L'amore è un trucco
- Stefano De Sando in Law & Order: UK, Hunted
- Luca Biagini in Un mese in campagna
- Dario Penne in Corsari
- Maurizio Reti in Solo se il destino
- Sandro Iovino in U.S. Marshals - Caccia senza tregua
- Sergio Di Stefano in Un perfetto criminale
- Carlo Reali in Billy Elliot
- Pietro Biondi in Quills - La penna dello scandalo
- Michele Kalamera in Symbiosis - Uniti per la morte
- Oliviero Dinelli in Ritorno a Brideshead
- Antonio Palumbo ne Il Trono di spade
- Oliviero Corbetta in The Protégé